# Iwan Rilski

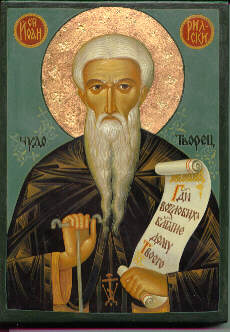
Hl. Iwan Rilski

Iwan Rilski (bulgarisch Иван Рилски, deutsche Entsprechung: Heiliger Johann vom Rila-Gebirge, * 876 in Skrino, Bulgarien; † 18. August 946 im Kloster Rila, Bulgarien) war der erste bulgarische Einsiedler und der Gründer des größten bulgarischen Klosters, des Rila-Klosters. Er wird als Patron der Bulgaren und als bedeutendster Heiliger der Bulgarisch-Orthodoxen Kirche auch in anderen orthodoxen Kirchen verehrt.

## Gedenken und Ikonographie
Sein Gedenktag in der Orthodoxen Kirche ist sein Todestag, der 18. August. Weitere Gedenktage gelten der Auffindung der Gebeine im Rila-Kloster (19. Oktober) und der Überführung der Gebeine von Tirnovo ins Rila-Kloster im Jahre 1469 (1. Juli), die von Wladislaw Gramatik schriftlich festgehalten wurde.
Die älteste Ikone des Heiligen stammt aus dem 14. Jahrhundert. Er wird dargestellt als greiser Mönch mit langem spitzem Bart und Stab in der Hand.
Heute tragen mehrere Kirchen, die Geistliche Akademie Sofia und weitere öffentliche Einreichungen in Bulgarien den Namen Iwan Rilski. Ferner ist der St. Ivan Rilski Col nach ihm benannt, ein Gebirgskamm auf der Livingston-Insel in der Antarktis.
Der Mönchsvater ist seit 1999 auf der 1-Lew-Münze abgebildet und ist auf der geplanten und von der EU genehmigten bulgarischen 1-Euro-Münze, die 2026 eingeführt werden soll, abgebildet.